# Urania Theater
Das Urania Theater ist ein Theater im Kölner Stadtteil Ehrenfeld.
Auf dem Gelände des ehemaligen Rhenania-Saales wurde 1930 das Kino Die Lichtburg eröffnet. 1935 wurde es in Ehrenfelder Volkskino und 1939 in Volks-Lichtspiele umbenannt. Nach dem Zweiten Weltkrieg wiederaufgebaut, wurde es am 15. September 1953 als Rio-Theater wiedereröffnet. Es konnte sich mit rund 600 Plätzen bis 1968 halten.
Nach der Schließung als Kino wurde der vordere Teil des Hauses als Supermarkt genutzt. In die hintere Hälfte zog eine Kindertagesstätte ein, die noch heute namentlich an das Kino der 1950er Jahre erinnert.
Im Herbst 1985 eröffneten Claudia Howard und Kurt Lambrigger in Köln mit dem Urania Theater das erste Kölner Stadtteiltheater. Das ehemalige Rio-Kino liegt in einem alten Arbeiterviertel in Ehrenfeld. 
Für die Aufführung von "Sindbadland" von Gerold Späth, Regie: Kurt Lambrigger, erhielt das Urania Theater ebenfalls 1990 den 1. Kölner Theaterpreis. Martin Armknecht und Katy Karrenbauer begannen hier ihre Schauspielkarriere. Auch Mariele Millowitsch spielte hier und führte das Haus auch für kurze Zeit.
1993 wurde das Urania Theater geschlossen.
1997 zog das von Necati Sahin gegründete Arkadas-Theater in das Haus in der Platenstraße. 2003 gewann das Arkadaş-Theater den Kölner Kinder- und Jugendtheaterpreis. Mit Beginn der Spielzeit 2006/2007 übernahm der Trägerverein Bühne der Kulturen den Spielbetrieb und entwickelte ihn programmatisch zu einer Gastspielbühne mit interkulturellem Schwerpunkt weiter. Im Juni 2017 wurde das Theater vom Deutschen Kulturrat auf die Rote Liste Kultur gesetzt und in die Kategorie 1 (von Schließung bedroht) eingestuft. Am 31. Juli 2017 endete der Spielbetrieb des Theaters an seinem angestammten Platz in Köln-Ehrenfeld. 
Im Oktober 2017 mietete das Ensemble Phoenix Bühnenspielgemeinschaft unter der Leitung von Bettina Montazem, Richard Bargel und Frank Oppermann die Räume an und gab dem Theater seinen alten Namen Urania-Theater wieder. Die Neueröffnung erfolgte am 7. November 2017 mit einer Inszenierung der Mutter Courage.